# Triops longicaudatus
Triops longicaudatus (LeConte, 1846) è un crostaceo appartenente alla classe dei Branchiopodi.
Il Triops vive in piccole pozze d'acqua dolce, calme, non profonde con acqua pulita e non fredda. Nuota liberamente, ma spesso striscia e scava sul fondo.
È originario del Nord America, in particolar modo del Messico.

## Utilizzo didattico
Questa specie è diventata relativamente conosciuta venendone commercializzate, a scopo didattico per gli studenti, le sue uova, unitamente ad un kit di materiali ed istruzioni per l'allevamento degli esemplari in aula o in abitazioni, allo scopo di permettere l'osservazione di un ciclo vitale di  un artropode.
Questo è dovuto alle caratteristiche di resistenza delle sue uova, che possono rimanere per mesi in ambiente secco e che poste in acqua a temperatura superiore ai 20 °C si dischiudono dopo circa 24-48 ore. I nati, minuscoli, ma caratterizzati da una veloce crescita,  possono essere nutriti con un pizzico di mangime per pesci d'acquario.
Sono animali che richiedono molta luce, almeno 14 ore al giorno; tra i due occhi composti, questo crostaceo possiede un ocello, impropriamente spesso indicato come terzo occhio, sensibile alla luce, per quanto non sia disposto a fior di pelle. Ponendo l'acquario al buio, ed illuminandone una zona con torcia si noteranno i Triops nuotare verso di essa.

## Allevamento
Triops longicaudatus non ha particolari preferenze dei valori dell'acqua, è un animale piuttosto resistente.
Le sue uova riescono a vivere per anche 25-35 anni senza toccare acqua, per poi rivitalizzarsi a contatto con acqua idonea alla loro vita.
Spesso nelle confezioni di uova, c'è un materiale simile a segatura chiamato "detritus" o detrito in cui vengono mescolate le uova che appaiono come palloncini sgonfi di colore marroncino-nerastro che si rigonfiano a contatto con l'acqua. la temperatura ideale sarebbe dai 20° ai 25°. Quando il cibo in bustina (spirulina) finisce, si può tranquillamente dare il mangime per pesci d'acquario tropicali sminuzzato finemente. Una volta adulti, sui 3–5 cm di lunghezza, i triops raggiungono la maturità sessuale: sono quasi tutte femmine e si riproducono per partenogenesi per cui un embrione si può sviluppare da una cellula uovo non fecondata. Una volta finito il loro ciclo vitale, la sabbia in cui sono state deposte le uova va asciugata per almeno un mese, o anche una decina d'anni, se si riempie di nuovo l'acquario si vedrà nascere una seconda generazione di triops.